# Lärarförbundets Förlag
Lärarförbundets Förlag ger ut böcker för kompetensutveckling, fortbildning och inspiration – för förskollärare, lärare, skolledare och lärarstudenter i alla skolformer. Lärarförbundets Förlag är ett politiskt och religiöst obundet förlag, som ingår i Lärartidningar Produktion AB – ett helägt dotterbolag till Lärarförbundet. I sortimentet återfinns böcker för lärares kompetensutveckling, fortbildning och inspiration.
Vissa av förlagets böcker är framtagna av redaktionen för någon av Lärarförbundets tidningar, exempelvis Pedagogiska magasinets skriftserie. En del böcker är antologier där forskare eller experter inom ett område har bidragit med sina kunskaper. Andra är skrivna av yrkesverksamma lärare eller förskollärare som delar med sig av framgångsrika arbetssätt eller utvecklingsarbeten.